# Global Observer
Global Observer — высотный БПЛА. Построен дрон калифорнийской фирмой Aero Vironment. БПЛА выполнен по нормальной аэродинамической схеме. Крыло изготовлено из композиционного материала на основе углеволокна с размахом — 15 метров. При использовании солнечных батарей на крыле и водородных топливных элементов он может непрерывно держаться в воздухе на высоте 20 км целую неделю. Является относительно недорогой базой связи и платформой для аэрофотосъёмки.